# Richard Østerballe
Richard Østerballe er en dansk biolog, der fra 2002 og frem til maj 2024 var direktør for Givskud Zoo.
Richard Østerballe kom til Givskud Zoo i 1991.
I maj 2024 gik Richard Østerballe på pension, hvorefter Rasmus Sebastian Nielsen overtog som direktør for Givskud Zoo.